# Gran rombihexacrono
En geometría, el gran rombihexacrono (o gran disdodecaedro díptero) es un poliedro no convexo isoedral. Es el dual del gran rombihexaedro (U21), un poliedro uniforme estrellado. Tiene 24 caras con forma de antiparalelogramo, 18 vértices y 48 aristas.
Posee 12 vértices externos con la misma disposición de vértices que un cuboctaedro y 6 vértices internos con la de un octaedro.
Su superficie es visualmente similar a la de un sólido de Catalan, el hexaquisoctaedro, con pirámides mucho más altas sobre rombos, unidas a cada cara de un rombododecaedro.

## Proporciones

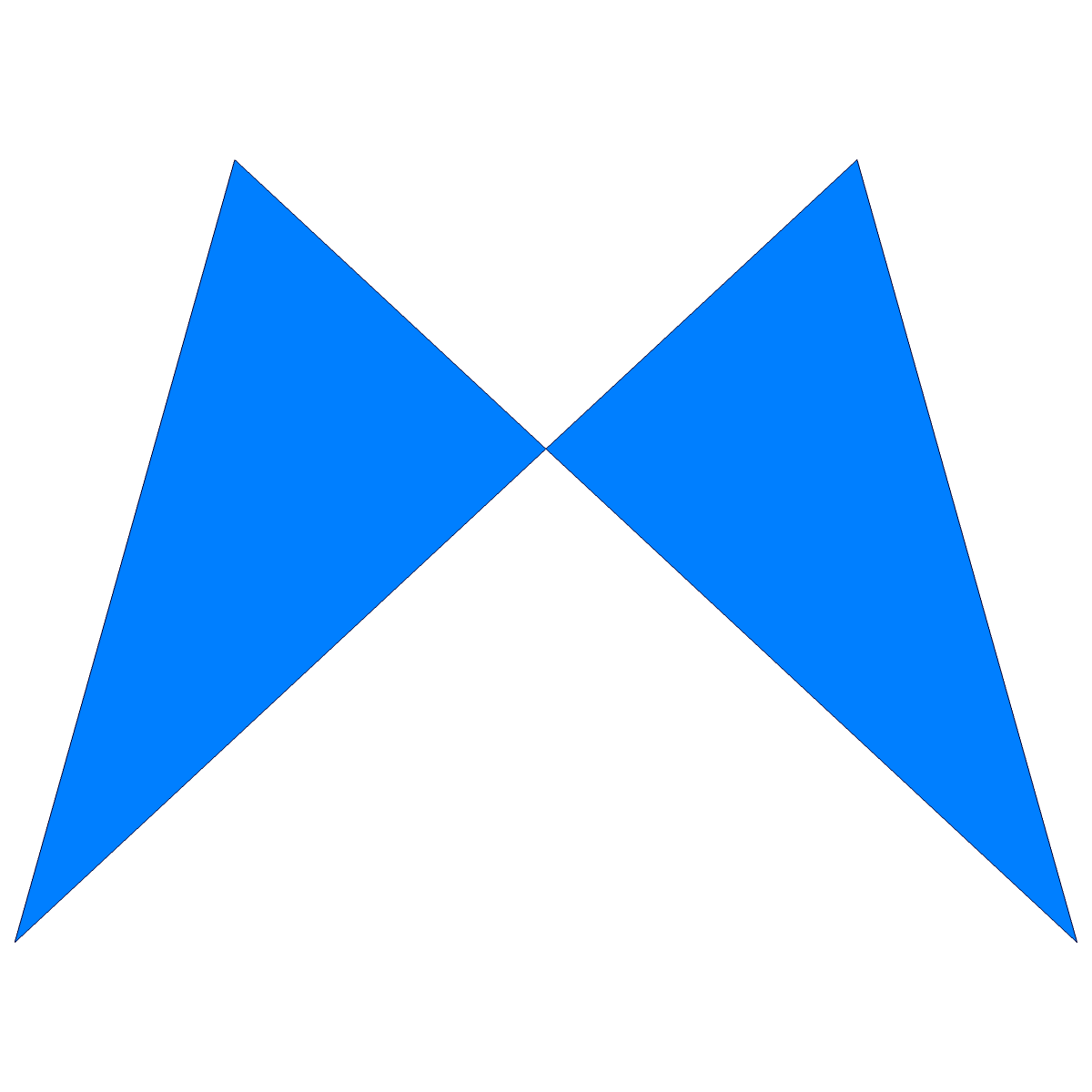
Forma de las caras (pajarita)

Cada pajarita tiene dos ángulos de {\displaystyle \arccos({\frac {1}{2}}+{\frac {1}{4}}{\sqrt {2}})\approx 31.399\,714\,809\,92^{\circ }} y dos ángulos de {\displaystyle \arccos(-{\frac {1}{4}}+{\frac {1}{2}}{\sqrt {2}})\approx 62.799\,429\,619\,84^{\circ }}. Las diagonales de cada pajarita se cruzan en un ángulo de {\displaystyle \arccos({\frac {1}{4}}-{\frac {1}{8}}{\sqrt {2}})\approx 85.800\,855\,570\,24^{\circ }}. Su ángulo diedro es igual a {\displaystyle \arccos({\frac {-7+4{\sqrt {2}}}{17}})\approx 94.531\,580\,798\,20^{\circ }}.

La relación entre las longitudes de los bordes largos y los cortos es igual a {\displaystyle {\sqrt {2}}}.